# دانيال هاموند
دانيال هاموند (بالإنجليزية: Daniel Hammond)‏ (6 أبريل 1985 في المملكة المتحدة - ) هو لاعب كرة قدم بريطاني في مركز الدفاع. لعب مع باليستيير خالسا وكامبريدج يونايتد ونادي غيلانغ إنترناشونال ونادي واريورز ووودلاندز ويلينغتون ويانج لايونز وStamford A.F.C. ‏ ونادي كينغز لين ونادي ديس تاون ‏ وWisbech Town F.C. ‏.

## وصلات خارجية
- دانيال هاموند على موقع قاعدة بيانات كرة القدم.إي يو (الإنجليزية)
- دانيال هاموند على موقع Soccerway.com (الإنجليزية)